# Multieventi Sport Domus
Das Multieventi Sport Domus ist die größte Sport- und Veranstaltungshalle in der Republik San Marino. 
Die Mehrzweckhalle mit rund 10.000 m² Grundfläche befindet sich in der unmittelbaren Nähe des San Marino Stadium in der Stadt Serravalle unweit der italienischen Grenze. 
Die 1969 eröffnete Sportarena enthält eine Sporthalle mit einer Spielfläche von 42 × 30 Metern und eine Schwimmhalle mit einer Bahnlänge von 50 Metern. Das Olympia-Becken mit 
8 Bahnen und Startblöcken, Zeitmesseinrichtung und Wavekillerleinen entspricht den internationalen Richtlinien für Wettkämpfe und wird auch für Synchronschwimmen und Wasserball genutzt.
Weitere Nebenräume sind Umkleidekabinen für mehr als 500 Schwimmer, spezielle Räume für Schiedsrichter und Trainer, ein Fitnessraum, eine Tischtennisanlage, ein Sportarztzentrum mit komplett ausgestatteter Krankenstation und Konferenzräume mit bis zu 250 Sitzplätzen sowie Büroräume. Die Sporthalle verfügt über eine Teleskoptribüne, die eine Kapazität von maximal 1.500 Zuschauern hat.
Die Anlage ist Heimspielstätte der Basketball-Föderation, Trainingsanlage des Schwimmverbandes Federazione Sammarinese Nuoto und Sitz des nationalen Olympischen Komitees Comitato Olimpico Nazionale Sammarinese. Die Schwimmhalle steht außerhalb der Trainingszeiten der Vereine auch der Bevölkerung von San Marino zur Verfügung. 
Das „Haus des Sports“ ist auch für den Sportunterricht der Schulen offen. 1985 und 2001 war die Anlage Austragungsort der Spiele der kleinen Staaten von Europa. 
Die Anlagen und Räumlichkeiten des Multieventi Sport Domus werden auch bei Kongressen, Konferenzen, Konzerten, Filmvorführungen und Tanzveranstaltungen genutzt.